# Across the Wide Missouri
Across the Wide Missouri (conocida como Más allá del ancho río en México y Más allá del Misuri en España) es una película estadounidense de 1951 basada en el libro epónimo de 1947 del historiador Bernard DeVoto. La película dramatiza un relato de varios comerciantes de pieles y su interacción con los pueblos nativos de los Estados Unidos.
La película fue dirigida por William A. Wellman y protagonizada por Clark Gable como el trampero Flint Mitchell, Ricardo Montalbán como el pies negros Ironshirt, John Hodiak como Brecan, María Elena Marqués como Kamiah, hija de un jefe pies negros de la cual Mitchell se casa y se enamora, J. Carrol Naish como el nez percé Looking Glass, y Adolphe Menjou como Pierre.

## Argumento
En la década de 1830 en las Montañas Rocosas, el cazador de pieles Flint Mitchell (Clark Gable) se reúne en un encuentro de verano con otros hombres de la montaña para cobrar sus pieles, beber y disfrutar de concursos entre sus amigos. Organiza una brigada de caza en el territorio de los pies negros rico en castores, comprando caballos y reclutando cazadores, a pesar de las protestas de su amigo y exsocio comercial escocés, Brecan (John Hodiak), que vive entre los pies negros y le advierte que la tierra pertenece a ellos. Flint supera a Brecan en la subasta de Kamiah (María Elena Marqués), la nieta del doctor de los pies negros, Bear Ghost e hija adoptiva de un jefe de los nez percé, Looking Glass (J. Carrol Naish). Brecan quiere devolverla a los pies negros, para promover la paz entre las tribus, mientras que Flint quiere casarse con Kamiah y asegurar la seguridad de la brigada.
Pierre (Adolphe Menjou), un cazador franco-canadiense, y el capitán Humberstone Lyon (Alan Napier), otro escocés que luchó en la batalla de Waterloo, se unen a Flint en la peligrosa expedición. Kamiah guía con éxito a Flint y a sus hombres en su caminata a través de los pasos altos llenos de derivas de nieve, y los entrega al territorio pies negros, donde construyen una empalizada. Flint escapa por poco de ser capturado y muerto a manos de Ironshirt (Ricardo Montalbán), un joven príncipe y jefe de guerra pie negro, que mata a Baptiste DuNord, uno de los mejores cazadores de Flint. Ironshirt roba los caballos de la brigada, pero Flint impresiona a Bear Ghost (Jack Holt), quien los ordena devueltos.
Aunque se casa con Kamiah por razones distintas del amor y no puede hablar su idioma, Flint se enamora de ella. Mientras Flint y Kamiah se acercan, Flint y Bear Ghost se convierten en buenos amigos. Bear Ghost evita que Ironshirt lastime a Flint y a sus hombres, pero la catástrofe se produce cuando Roy DuNord, otro de los hombres de Flint, mata a Bear Ghost para vengar la muerte de su hermano. Aunque Brecan mata a Roy, y Flint se hunde en una triste depresión por la muerte de Bear Ghost, Ironshirt sucede a Bear Ghost como jefe y reanuda su campaña para expulsar a los cazadores blancos de su país. Tiempo después, en camino a otro encuentro de verano, la brigada es atacada por un gran tropa de guerra bajo Ironshirt, y Flint se las debe arreglar en un último encuentro con Ironshirt.

## Reparto
- Clark Gable como Flint Mitchell.
- Ricardo Montalbán como Ironshirt, jefe de la guerra de los pies negros.
- John Hodiak como Brecan.
- Adolphe Menjou como Pierre, trampero franco-canadiense.
- J. Carrol Naish como Looking Glass, jefe de los nez percé.
- Jack Holt como Bear Ghost, hombre de medicina de los pies negros.
- Alan Napier como capitán Humberstone Lyon.
- George Chandler como Gowie, asistente de Lyon.
- Richard Anderson como Dick Richardson.
- María Elena Marqués como Kamiah, princesa de los pies negros.
- Howard Keel como Narrador.
- James Whitmore como Old Bill.
- Russell Simpson como Hoback (sin acreditar).

## Producción
Durante la filmación, Ricardo Montalbán fue arrojado de un caballo, y tras caer al piso, caminado por encima por otro caballo, dejándolo con una lesión espinal. Esta lesión se repitió en 1993, lo que lo obligó a una silla de ruedas.
La película fue filmada completamente en ubicación en las Montañas Rocosas, principalmente a altitudes entre 2700 y 4200 metros, al norte de Durango, Colorado, cerca de Purgatory y Molas Pass, los sitios de ubicación principales.

## Recepción
Según los registros de MGM, la película ganó $ 2 789 000 en los Estados Unidos y Canadá y $ 1 812 000 en otros lugares, lo que resultó en una ganancia de $ 635 000.